# Onthophagus lituratus
Onthophagus lituratus là một loài bọ cánh cứng trong họ Bọ hung (Scarabaeidae).